# 에린 케이힐
에린 케이힐(영어: Erin Cahill, 1980년 1월 4일 ~ )은 미국의 성우이다.

## 방송
- 레드 위도우
- 세이빙 그레이스 시즌3

## 영화
- 맥시멈 체이스 (2016년)
- 윙맨 주식회사 (2015년)
- 잇 스노우 올 더 타임 (2015년)
- 108 스티치스 (2014년) - 케이틀린 역
- 딜리리엄 (2014년)
- 스킨워커 랜치 (2013년) - 리사 역
- 스위트 올드 월드 (2012년)
- 블루-아이드 부쳐 (2012년)
- 비버리힐즈 치와와 3 (2012년)
- 비버리힐즈 치와와 2 (2011년) - 레이첼 애쉬 역
- 토네이도 (2011년) - 사만다 윈터 역
- NCIS 시즌7 (2009년) - 제시카 섬머스 역
- 패스트 퓨리어스 & 언리미티드 (2008년) - 케이티 리드 역
- 부기맨 3 (2008년)
- 세이빙 그레이스 (2007년)
- 지킬 (2007년)
- 행복을 찾아서 (2006년) - 접수원 역
- 레이스 유 투 더 바텀 (2005년)
- 프로스트바이트 (2005년)
- 크리처 언노운 (2004년)
- T.H.E.M. (2004년)
- 파워 레인저 타임 포스 - 시리즈 (2001년)
- 파워 레인저 타임 포스 - 포토 피니시 (2001년)